# 經濟衰退曲線
經濟衰退曲線（或复苏曲線）的形狀用作描述不同类型的經濟衰退及其后的复苏。對於衰退曲線的形状，並沒有特定学术理论或分类系统，而是用来形容衰退及其复苏的非正式表述。
最常見的形狀有V形、U形、W形和L形，以及在2019冠状病毒病疫情時出現的K型衰退（也称为两阶段衰退）。這些名称来源于衰退和复苏期间经济数据（尤其是GDP）在圖表顯示出來的形状。

## V形

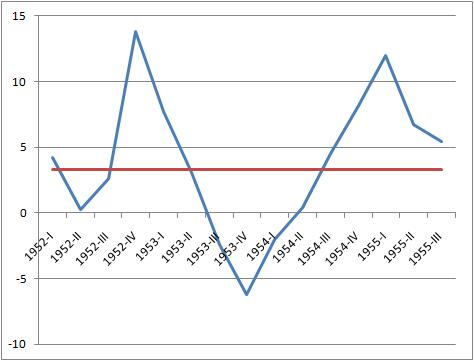
V形：美国1953年衰退
實際GDP的變化百分比（年度；季節性調整）
1947-2009年GDP平均增長资料来源：美國經濟分析局

在V形衰退中，经济经历了急剧但短暂的经济下滑时期，出现了明显的低谷，随后出现了强劲的复苏。V形衰退是較正常的形状，因为经济复苏的力量通常与前一次衰退的严重程度密切相关。
V型衰退的一个例子是美国1953年的衰退。在1950年代初期，美国经济在增长，但是由于美联储预期通货膨胀，於是提高利率，但使经济陷入衰退。1953年，第三季度增长开始放缓，经济萎缩了2.4％。在第四季度，经济萎缩了6.2％，在1954年第一季度，经济萎缩了2％，然后才恢复增长。到1954年第四季度，经济以8％的速度增长，远高于趋势。本次衰退的GDP增长呈V形。 
在由冠状病毒大流行引起的2020年衰退期间，V的左侧尤为严重，一些评论员预计复苏可能不会遵循完整的V形，而看起来更像是平方根形状。 

## U形

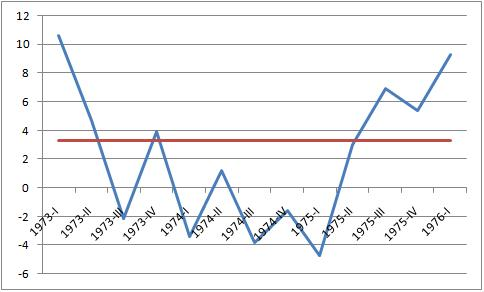
U形：美国1973–75年衰退
實際GDP的變化百分比（年度；季節性調整）
1947-2009年GDP平均增長资料来源：美國經濟分析局

U形衰退比V形衰退為時較长，并且具有不太清晰的凹槽。GDP可能会萎缩几个季度，并且只会缓慢恢复趋势增长。国际货币基金组织前首席经济学家西蒙·约翰逊（Simon Johnson）说，U形衰退就像浴缸一样：“你进去，然後留下。两侧很滑，而底部可能有一些颠簸，很长一段时间都不会离开浴缸。” 
美国的1973-75年衰退可被视为U形衰退。 1973年初，经济开始萎缩，并持续下降或保持非常低的增长，持續近兩年。在达到最低点之后，经济在1975年恢复了复苏。

## W形

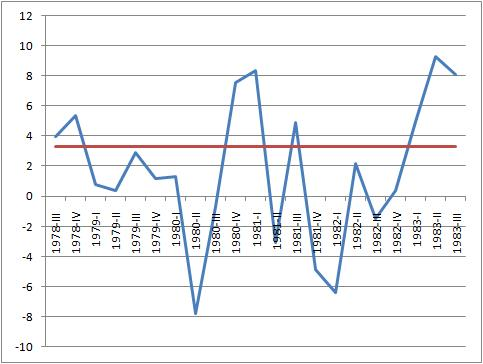
W形： 1980-82年美国经济衰退。
实际国内生产总值的百分比变化（年度；季节性调整）
1947-2009年GDP平均增長资料来源：美國經濟分析局

在W型衰退（也称为双底衰退）中，经济陷入衰退，在短时期內开始复苏，但又陷入衰退，然后才最终复苏，形成了“下上下上”的格局，类似于字母W。
1980年代初期的美国经济衰退，被举为W形衰退的例子。国家经济研究局认为在1980年代初发生了两次衰退。 从1980年1月到1980年7月，经济陷入衰退，从1980年4月到1980年6月，经济以年度化為8%的速度萎缩。随后，经济进入快速增长期，1981年的前三个月以年度代為8.4%的速度增长。 1981年7月至1982年11月，保罗·沃尔克领导下的美联储提高利率以应对通货膨胀时，经济又陷入衰退（因此称为“双底”）。然后，在接下来的十年中，经济进入了一个强劲增长的时期。
2010年代初的歐洲主權債務危機是W形衰退的較新例证。政府紧缩政策，商业投资下降，利率上升，全球经济疲软，能源价格高企以及消费者支出疲软等因素共同作用，使欧元区许多国家在2008-2009年的大萧条後在2011年至2013年陷入第二次衰退。受影响的国家包括意大利、西班牙、葡萄牙、法国、爱尔兰、德国和塞浦路斯。希腊虽然是欧元区的一部分，但从2007年到2015年，经济持续萎缩，因此不符合W型衰退的定义，而是L型衰退的定义。英国不是欧元区成员国，但直到2020年仍是欧盟成员国，并且在2011年第四季度和2012年第一季度GDP收缩时遭受了轻微的W型衰退。

## L形

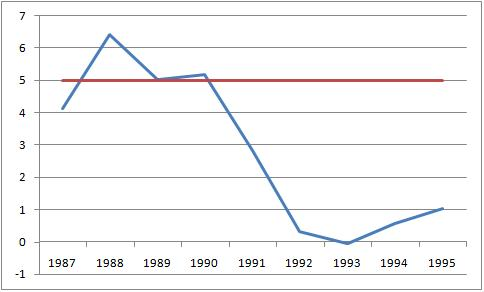
L形：日本失落的十年。
实际国内生产总值的百分比变化（年度；季节性调整）
1950–2000年GDP平均增长

当经济严重衰退并且多年未能回復增長趨勢时，就会发生L形衰退或萧条。陡峭的經濟下滑，之后是一条直线，呈L形。这是不同衰退形状中最严重的一种。长期表现不佳的替代术语包括“沮丧”和“失去的十年”。
1990年日本资产价格泡沫破裂后，日本发生了L型衰退的经典例子。从第二次世界大战结束到整个1980年代，日本经济蓬勃发展。在1980年代后期，日本出现了巨大的资产价格泡沫。泡沫破裂后，经济遭受通货紧缩，并经历了多年的缓慢增长，从来没有回到1950年至1990年日本经历的更高增长。在2000年代后期，美国经济衰退之后出现了类似的经济泡沫（美国房地产泡沫），一些经济学家担心，即使从经济衰退中恢复过来，美国经济也可能会进入长期的低增长时期。 然而，到2013年，美国GDP增长有所回升，缓解了人们对经济停滞的担忧。
2007年至2016年希腊经济衰退可被视为L形衰退的一个例子，因为2017年希腊GDP增长仅为1.6％。从技术上讲，希腊在这9年中经历了四个单独的但复合的收缩期。

## K形
K形衰退（或两阶段衰退）指社会的一部分经历V形衰退，而社会的其他部分则经历了更缓慢、更持久的L形衰退（K的形状表示恢复路径的分歧）。 
该术语源于2019冠状病毒病疫情引致的经济衰退。中央银行使用了大規模的货币工具，引致资产泡沫，結果保护了社会上的较富裕阶层（即资产拥有者）免受大流行的影响。
K形复苏颇具争议，美国的2020年K形复苏导致自1920年代以来从未出现过的财富不平等程度。2020年12月，彭博新闻社称2020年“对于华尔街来说是伟大的一年，但对人类来说却是熊市”。《金融时报》的爱德华·卢斯（Edward Luce）在2021年1月警告称，杰罗姆·鲍威尔利用资产泡沫来形成K形复苏，以及由此造成的财富不平等扩大，可能导致美国的政治和社会动荡：“上層的人在享受盖茨比风格的繁荣，但大多数人正在受苦。” 

## 其他
- 平方根倒置：金融家乔治·索罗斯表示，2009年的经济衰退可能会形成“平方根倒置”形的衰退。索罗斯向路透社解释说，这意味着：“您触底，就会自动反弹一些（即尖峰），但随后您不会在V形恢复之类的东西中走出来。您安顿下来-放下脚步。”

- 正常平方根：在2019冠状病毒病疫情期间，一些评论者使用正常平方根的形状来描述經濟恢复无法完全完成（按照V形恢复）但在最初恢复后会趋于平坦的情况。

### 更多阅读
- . The Economist. August 22, 2009: 10–11  [2009-08-30]. （原始内容存档于February 5, 2013）.